# Amerikanischer Akita
Der Amerikanische Akita (vormals Great Japanese Dog) ist eine von der FCI anerkannte Hunderasse aus Japan (FCI-Gruppe 5, Sektion 5, Standard Nr. 344).

## Herkunft und Geschichtliches
Der japanische Akita und der Amerikanische Akita bzw. der Great Japanese Dog waren bis nach dem Zweiten Weltkrieg eine gemeinsame Rasse. Ab 1956 wurde ein Zweig in den USA weiter gezüchtet. Japan erkannte diese Linie allerdings nicht an, so dass es zu keinem Austausch kam. Infolgedessen entwickelten sich die beiden Linien auseinander. 1996 wurde der Situation durch eine Rasseteilung der FCI Rechnung getragen. Seit dem Jahr 2000 gibt es die zwei getrennten Rassen.

## Beschreibung
Der Amerikanische Akita ist ein bis 71 cm großer Hund, stockhaarig mit kürzerer, reichlicher Unterwolle. Alle Farben sind zugelassen, einschließlich gestromt oder gescheckt; die Farben sollten allerdings klar voneinander abgesetzt sein. Die Ohren sind straff stehend, nach vorne gerichtet, dreieckig und klein. Die Rute wird auf dem Rücken oder angelehnt an die Seite zusammengerollt getragen, sie ist dick behaart. Die Augen sind dunkelbraun, die Lidränder schwarz.

## Wesen
Der American Akita zeichnet sich durch ein ruhiges, selbstbewusstes und unabhängiges Wesen aus. Er gilt als intelligenter und mutiger Hund, der seiner Familie treu und zuverlässig zur Seite steht. Durch seine natürliche Schutzbereitschaft zeigt er sich wachsam, jedoch ohne ein übermäßiges Aggressionsverhalten zu entwickeln; seine hohe Reizschwelle unterstützt dabei ein ausgeglichenes Verhalten. Gegenüber seiner Familie verhält sich der American Akita loyal und anhänglich, während er Fremden meist reserviert gegenübertritt.